# Train touristique Étretat-Pays de Caux
Le Train touristique Étretat-Pays de Caux (TTEPAC), utilise, entre la gare des Loges et la gare d'Étretat, un tronçon, 5,2 km en voie normale, de l'ancienne ligne touristique des Ifs à Étretat. L'offre touristique principale est un parcours aller-retour combiné train - cyclo-draisine.

## Historique de la ligne
Le 22 juin 1895 a lieu à Étretat l'inauguration de la ligne de « chemin de fer touristique Les Ifs - Étretat ». Elle est un embranchement du réseau de la Compagnie des chemins de fer de l'Ouest, créé pour desservir la station balnéaire depuis Paris. Avant la Première Guerre mondiale, il y a jusqu'à 8 navettes par jour. Pendant le conflit, Étretat devient une ville hôpital, et la ligne sert au transport de blessés anglais. Après guerre, le trafic ne retrouve pas son affluence, il passe à 5 navettes pendant la saison et 2 pendant l'hiver. Durant la Seconde Guerre mondiale, l'Organisation Todt utilise la ligne pour transporter des matériaux servant à la construction du Mur de l'Atlantique. Après le débarquement de Normandie et la libération de cette zone, la ligne voit passer des trains de soldats américains allant en permission à Étretat, et repartant sur les zones de combats. Le trafic voyageurs est arrêté en 1951, celui des marchandises le 3 avril 1972.

## Offre touristique
L'association Train touristique Étretat-Pays de Caux propose différentes formules au départ de la gare des Loges : le combiné Cyclo-Draisine - train touristique en aller-retour et le même parcours uniquement en Cyclo-Draisine ou en train.
L'association est adhérente à l'UNECTO.

## Matériel roulant
- 4 locotracteurs
- 2 voitures Decauville
- 1 autorail X 2720 (le X 2723)

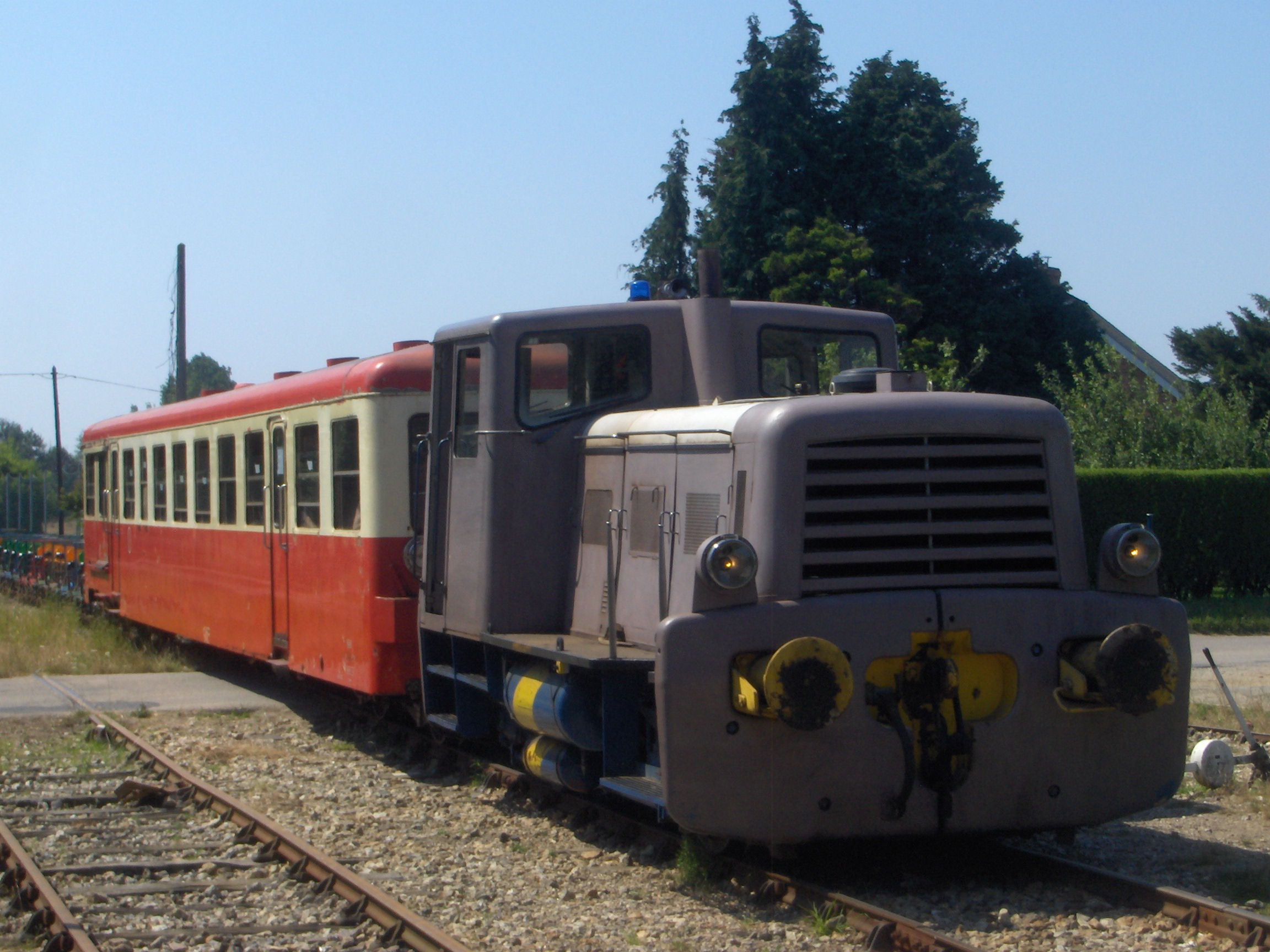
Train Touristique Étretat Pays de Caux à la gare de Les Loges.

- 1 autorail X 3907 désaffecté (mis à la ferraille)
- 1 locomotive BB 66722